# Enoch L. Johnson
Enoch Lewis "Nucky" Johnson (n. 20 ianuarie 1883 - d. 9 decembrie 1968) a fost un om politic din Atlantic City, New Jersey implicat în mai multe activități ilegale.